# The Blessed Days
The Blessed Days is een nummer van de Nederlandse muzikant VanVelzen uit 2013. Het is de titelsong voor de Nederlandse bioscoopfilm Soof.
VanVelzen zei op zijn website erg blij te worden van zijn "opgewekte uptempo song, met strijkers, blazers: the works". Het nummer bereikte de 8e positie in de Nederlandse Tipparade. De bijbehorende videoclip werd eind 2013 bekroond met de '100%NL TV Award' voor videoclip van het jaar.